# Амплітудно-частотна характеристика

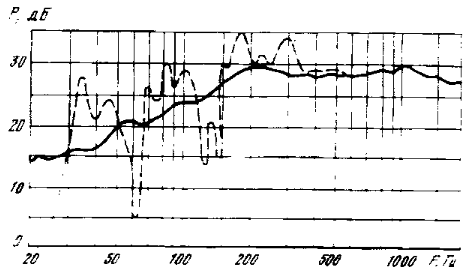
АЧХ гучномовця, виміряна в незаглушеному (штрих), та заглушеному (нерозривна лінія) приміщенні

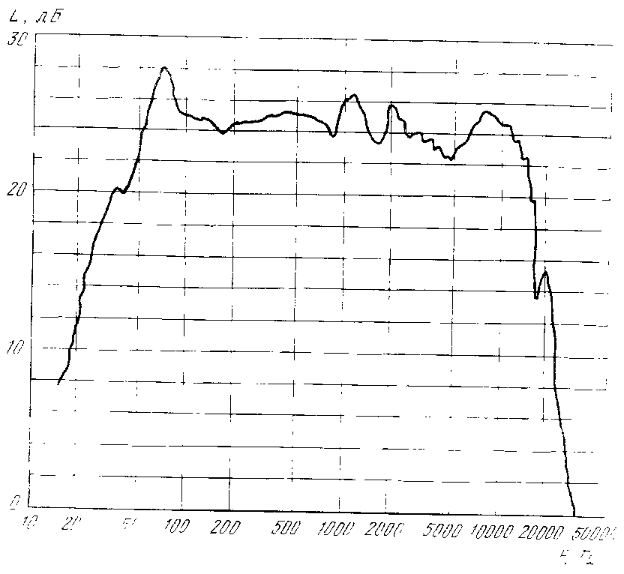
Зразок АЧХ. Виробник може зазначити діапазон 10-50000 Гц (при гучності, що прямує до нуля), але наклавши мінімальні вимоги на граничне відхилення отримаємо не більше ніж 50-18000 Гц

Ампліту́дно-часто́тна характери́стика (АЧХ) — залежність амплітуди вихідного сигналу пристрою або системи передачі, підсилення або обробки сигналу від частоти вхідного сигналу сталої амплітуди.
В аудіотехніці рівномірність АЧХ у діапазоні відтворення є одним з важливих критеріїв якості апаратури. Наприклад, в діапазоні 20 — 20000 Гц високоякісна апаратура може мати граничне відхилення +/- 1 дБ, типова — +/- 10 дБ, виробник низькоякісної може вказати діапазон 20 — 20000 Гц, приховавши граничне відхилення у -80 дБ.
АЧХ також є найважливішою характеристикою звукових фільтрів. В залежності від форми АЧХ розрізняють низькочастотні, високочастотні, смугові та режекторні фільтри.